# Великая Кадыгробовка
Великая Кадыгробовка либо Большая Кадыгробовка (до ВОВ — Кадыгробовка; укр. Велика Кадигробівка) — село в Валковской городской общине Богодуховского района Харьковской области Украины.
Код КОАТУУ — 6321284504. Население по переписи 2001 г. составляет 30 (12/18 м/ж) человек.

## Географическое положение
Село Великая Кадыгробовка находится недалеко от истока реки Грушевая.
На расстоянии в 1 км расположены сёла Манилы, Гребенники и Тугаевка.

## История
- 1830 — год основания.
- В 1940 году, перед ВОВ, на хуторе Кадыгробовка были 72 двора и три ветряные мельницы.[1]

## Экономика
- В селе есть молочно-товарная ферма.